# Tončka Stanonik
Tončka Stanonik, slovenska pisateljica, * 1949, Ljubljana.

## Življenje in delo
Tončka Stanonik je doma iz Žirov, danes pa živi v Trnovem v Ljubljani. Po gimnaziji v Škofji Loki se je vpisala na FF v Ljubljani in tu 1974 diplomirala iz slavistike. Delala je kot časopisna korektorica in lektorica pri Delu in v založbi Univerzum . Od 1987 je bila zaposlena v Mladinski knjigi. Bila je lektorica in urednica, najprej v uredništvu Enciklopedije Slovenije, nato v uredništvu leksikonov in enciklopedij. Med drugim je uredila leksikon Knjiga Iztoka Ilicha (2007) in Osebnosti (2008). Od 2009 je upokojena. Živi v Ljubljani. Je članica Slavističnega društva Slovenije, Lektorskega društva Slovenije, mednarodnega društva za klekljano in šivano čipko OIDFA, Muzejskega društva Žiri. Leta 2010 je bila sprejeta v Društvo slovenskih pisateljev.
Prve izvirne pravljice in kratke otroške zgodbe pa tudi prevedene (slovaščina, poljščina, angleščina) je objavila na Radiu Ljubljana in v revijalnem tisku (Ciciban, Kurirček, Mavrica, Cicido, Mladi rod). Napisala je več knjig za otroke in mladino, kar nekaj s tematiko klekljanja. Sodelovala je pri urejanju in prevajanju antologije jugoslovanske proze za otroke Od sna do zvezd (1984). Uredila in s spremnim besedilom in bibliografijo je opremila izbrano prozo Matevža Pečelina (Na tem ljubem svetu, 2008), pesmi Franca Kopača (Nahodil sem se, 2009), spomine akademskega slikarja Franja Kopača (Franjo Kopač  Matevžkov malar, 2017). Pomembno vlogo opravlja tudi kot lektorica in članica uredniškega odbora Žirovskega občasnika. Zanj je uredila tri bibliografska kazala in prispevala več strokovnih besedil in kratkih zgodb. Leta 2015 je prejela Priznanje Občine Žiri  za "svoja leposlovna dela, v katerih je klekljanje na Žirovskem umestila v slovensko književnost, in za 30-letno jezikovno urejanje domoznanskega zbornika Žirovski občasnik". Drugo področje njenega delovanja je klekljarstvo. S klekljanjem se ukvarja že od mladosti. Konec 50. let in v začetku 60. let 20. stoletja je obiskovala klekljarsko šolo v Žireh pri učiteljici Angelci Jesenko. Pozneje se je dodatno  izobraževala na klekljarskih delavnicah in tečajih v Idriji in Ljubljani, udeleževala se je tekmovanj in s klekljarskimi izdelki sodelovala na razstavah doma in v tujini. Bila je tudi dejavna članica Združenja slovenskih klekljaric in vseh, ki imajo radi čipke. Urejala je Čipkarski bilten.